# Millicent Garrett Fawcett
Millicent Garrett Fawcett (11. juni 1847 – 5. august 1929) var engelsk forfatter, kvinderetsforkæmper og præsident for the National Union of Woman's Suffrage Societies.